# Ulanbuh-Wüste
Die Ulanbuh-Wüste bzw. Ulan Buh (乌兰布和沙漠,  Wulanbuhe Shamo) befindet sich im Ostteil der Alxa-Wüste  auf dem Gebiet der Bünde Alxa und Bayan Nur in der Inneren Mongolei der Volksrepublik China. Im Norden reicht sie bis zum Lang Shan (狼山), im Nordosten erstreckt sie sich bis in die Hetao-Ebene  (Hetao pingyuan 河套平原), im Osten grenzt sie an den Gelben Fluss, im Süden reicht sie bis zu den Nordhängen des Helan Shan (贺兰山). Ihre Fläche beträgt 10.300 Quadratkilometer.
Im Kreis Dengkou befindet sich das Experimentalzentrum für Wüstenforstwirtschaft der Chinesischen Fortstwirtschaftsakademie (中国林科院沙漠林业实验中心,  Zhongguo linkeyuan Shamo linye shiyan zhongxin, englisch Experimental Center of Desert Forestry of the Chinese Academy of Forestry).